# Adquisició de dades
L'adquisició de dades és el procés de presa de mostres del món físic real i la conversió de les mostres resultants en valors numèrics digitals que poden ser manipulats per un ordinador o altres sistemes digitals. L'adquisició de dades i els sistemes d'adquisició de dades (abreujada amb les sigles SAD) implica la conversió de formes d'ona analògica en valors digitals per al seu processament,. Els components dels sistemes d'adquisició de dades inclouen:
- Sensors que converteixen paràmetres físics en senyals elèctrics.
- Circuits de condicionament de senyal per convertir els senyals del sensor en una forma que pugui ser convertida a valors digitals.
- Convertidors analogicodigitals, que converteixen els senyals condicionats dels sensors a valors de senyals dels sensors digitals.

L'adquisició de dades equival a la primera part d'una cadena de mesura o, tenint en compte que per abús de llenguatge s'anomena cadena de mesura al conjunt de les dues cadenes (cadena de mesura i cadena d'actuació), equivaldria a la primera cadena.
Les aplicacions d'adquisició de dades són controlades per programes de propòsit general desenvolupat utilitzant diferents llenguatges de programació com BASIC, C, Fortran, Java, Lisp, Pascal. COMEDI és una API de codi obert que utilitzen les aplicacions per accedir i controlar el maquinari d'adquisició de dades. L'ús de COMEDI permet que els mateixos programes s'executin en sistemes operatius diferents com Linux o Windows.
L'adquisició de dades consisteix a adquirir un conjunt de mesures físiques reals, convertir-les en tensions elèctriques i digitalitzar-les de manera que es puguin processar en un ordinador personal o controlador d'automatització programable. Les dades consistiran en senyals analògics, que hauran de passar per una etapa de condicionament per adaptar-les a uns nivells acceptables per a la seva digitalització. L'element que fa la transformació és un mòdul d'adquisició de dades (DAQ).
Les dades adquirides poden ser mostrades, analitzades i/o emmagatzemades en un computador. La manipulació de les dades es pot dur a terme utilitzant software donat pel fabricant de l'instrument d'adquisició de dades o utilitzant programes de programació de propòsit general com pot ser JAVA, C, Pascal, etc.
Existeix un conjunt de programes especialitzats en el tractament de dades adquirides, com són per exemple LabVIEW, EPICS o MATLAB. Una vegada que els senyals elèctrics s'han transformat en digitals, s'envien a través del bus de dades dintre de la memòria del PC, les pot processar amb un programa d'aplicació adequat a l'ús que l'usuari desitja, arxivar-les en disc dur, graficar-les en pantalla, enviar-les per mòdem-fax, imprimir-les per impressora, etc.

## Definicions
- Dada: Representació simbòlica (numèrica, alfabètica...), atribut o característica d'un valor. No té sentit en si mateix, però convenientment tractat (processat) es pot utilitzar en la relació de càlculs o per prendre decisions. En programació una dada és l'expressió general que descriu les característiques de les entitats sobre les quals opera un algorisme.

- Adquisició: És la recollida d'un conjunt de variables físiques, conversió en voltatge i digitalització de manera que puguin ser processades per un ordinador.

- Sistema: Conjunt organitzat de dispositius que interaccionen entre si oferint prestacions més completes i de més alt nivell. Una vegada que els senyals elèctrics es transformen en digitals, s'envien a través del bus de dades a la memòria del PC. Una vegada les dades estan en memòria poden processar-se amb una aplicació adequada, emmagatzemar-les en el disc dur, visualitzar-les en la pantalla, etc.

- Bits de resolució: Nombre de bits que el convertidor analògic a digital (ADC) utilitza per representar un senyal. Com més bits utilitzi, la resolució serà millor.

- Rang: Valors màxim i mínim entre els que el sensor, instrument o dispositiu funciona sota unes especificacions.

- Teorema de Nyquist: En fer el mostreig d'un senyal, la freqüència de mostreig ha de ser major que dues vegades l'amplada de banda del senyal d'entrada, per poder reconstruir el senyal original de forma exacta a partir de les seves mostres. En cas contrari, apareixerà el fenomen de l'aliasing que es produeix en inframostrejar. Si el senyal pateix aliasing, és impossible recuperar l'original.

- Criteri de Nyquist: En mostrejar un senyal, la freqüència de mostreig ha de ser major que dues vegades l'amplada de banda del senyal d'entrada, per poder reconstruir el senyal original de manera exacta a partir de les seves mostres. En cas contrari, apareixerà el fenomen de l'aliasing que es produeix en inframostrejar. Si el senyal pateix aliasing, és impossible recuperar l'original. Velocitat de mostreig recomanada:

-2 * Freqüència major (mesura de freqüència)
-10 * Freqüència major (detall de la forma d'ona)
Els components dels sistemes d'adquisició de dades tenen sensors adequats que converteixen qualsevol paràmetre de mesura d'un senyal elèctric, que hagi estat adquirit pel hardware d'adquisició de dades. Les dades adquirides es visualitzen, s'analitzen i es guarden en un ordinador, utilitzant el proveïdor de software subministrat o bé un altre software. Els controls i visualitzacions es poden dur a terme fent servir diversos llenguatges de programació com per exemple: visualBASIC, C++, Fortran, Java, Lisp, Pascal. Els llenguatges especialitzats de programació utilitzats per a l'adquisició de dades inclouen EPICS, utilitzat en la construcció de grans sistemes d'adquisició de dades, LabVIEW, que ofereix un entorn gràfic de programació optimitzat per a l'adquisició de dades i MATLAB. Aquests entorns d'adquisició proporcionen un llenguatge de programació a més de biblioteques i eines per a l'adquisició de dades amb la seva posterior anàlisi.
De la mateixa manera que es pren un senyal elèctric i es transforma en un de digital per enviar-lo a l'ordinador, es pot també prendre un senyal digital o binari i convertir-lo en un d'elèctric. En aquest cas, l'element que fa la transformació és una targeta o mòdul d'adquisició de dades de sortida, o targeta de control. El senyal dins de la memòria del PC la genera un programa adequat a les aplicacions que vol l'usuari i, després de processar-lo, és rebut per mecanismes que executen moviments mecànics, a través de servomecanismes, que també són del tipus transductors.
Un sistema típic d'adquisició de dades utilitza sensors, transductors, amplificadors, conversors analògic-odigital (DAC) i digital-analògic (ADC), per a processar la informació sobre un sistema físic de forma digitalitzada.

## Etapa d'adquisició
L'adquisició de dades s'inicia amb el fenomen físic o la propietat física d'un objecte (objecte de la investigació) que es desitja mesurar. Aquesta propietat física o fenomen podria ser el canvi de temperatura o la temperatura d'una habitació, la intensitat o intensitat del canvi d'una font de llum, la pressió dins d'una cambra, la força aplicada a un objecte, o moltes altres coses. Un eficaç sistema d'adquisició de dades pot mesurar totes aquestes diferents propietats o fenòmens.
Un sensor és un dispositiu que converteix una propietat física o fenomen en un senyal elèctric mesurable, tal com tensió, corrent, el canvi en els valors de resistència o condensador, etc. La capacitat d'un sistema d'adquisició de dades per mesurar diferents fenòmens depèn dels transductors per convertir els senyals dels fenòmens físics mesurables en l'adquisició de dades per hardware. Transductors són sinònim de sensors en sistemes de DAQ. Hi ha transductors específics per a diferents aplicacions, com la mesura de la temperatura, la pressió, o flux de fluids. DAQ també desplega diverses tècniques de condicionament de senyals per modificar adequadament diferents senyals elèctrics en tensió, que després poden ser digitalitzats utilitzant CED.
Cal una etapa de condicionament que adeqüi el senyal a nivells compatibles amb l'element que fa la transformació a senyal digital, és a dir, el senyal ha de ser compatible amb el mòdul d'adquisició de dades (DAQ) hardware que s'utilitza. Quan els senyals elèctrics es transformen a digital, s'envien a través del bus de dades cap a la memòria del PC, se les pot processar amb un programa d'aplicació adequat a l'ús que l'usuari necessiti, arxivar-les al disc dur, mostrar-les a la pantalla, imprimir-les, etc.
De la mateixa manera que es pren un senyal elèctric i es transforma en un senyal digital per enviar-lo a l'ordinador, es pot també adquirir un senyal digital o binari i convertir-lo en un d'elèctric, en aquest cas l'element que fa la transformació és una targeta o mòdul d'adquisició de dades de sortida o targeta de control. El senyal dins de la memòria del PC el genera un programa adequat a les aplicacions que vol l'usuari i després, una vegada processat, és rebut per mecanismes que executen moviments mecànics, mitjançant servomecanismes, que també són del tipus transductors.

## Targeta d'Adquisició de Dades
Les targetes DAQ són la interfície de connexió entre el senyal i (generalment) l'ordinador. Les targetes d'adquisició de dades poden ser externes i connectades mitjançant els ports de l'ordinador (Parallel, Serial, USB, etc.) o bé internes connectades als "forats" de la placa mare (PCI, ISA, PCI-E, etc.).
Normalment aquestes targetes solen tenir múltiples entrades i sortides amb components com multiplexadors, conversors analògic-digital (ADC) i digital-analògic (DAC), temporitzadors d'alta velocitat i memòria (RAM).
Cal dir, també, que no totes les targetes d'adquisició de dades han d'estar permanentment connectades a un ordinador, per exemple les "Stand-alone loggers & controllers".
Aquestes targetes disposen d'una resolució, que ve definida pel nombre de bits amb què treballa la nostra targeta i el rang de la mostra que es llegeix.
També cal tenir en compte la freqüència a la que pot recollir dades la nostra targeta, si volem moltes mesures en poc temps.
Perquè l'ordinador pugui "entendre" les dades que rep de la targeta, requereix uns drivers concrets, un software que sol proporcionar el fabricant de la targeta. Aquest driver software permet que el sistema operatiu pugui reconèixer el hardware de la targeta i donar accés als programes als senyals de lectura pel hardware de la targeta. Un bon conductor ofereix un alt i baix nivell d'accés.
Per al tractament d'aquestes dades es poden utilitzar diferents llenguatges de programació, com ara basic, c, fortran, lisp, i pascal, entre d'altres.
De tota manera, hi ha programes més específics per a aquesta finalitat que faciliten la tasca, com ara Epics, per a sistemes a gran escala; Labview, amb un entorn gràfic de programació optimitzat per a l'adquisició de dades, i Matlab, que també té eines gràfiques i llibreries per a l'adquisició i l'anàlisi de dades.
Alguns exemples d'adquisició i control: DAQ per recollir dades (datalogger) medioambientals (energies renovables i enginyeria verda). DAQ per a àudio i vibracions (manteniment, test). DAQ més control de moviment (tall amb làser). DAQ + control de moviment +
visió artificial (robots moderns).

## Temps de conversió
És el temps que triga a realitzar una mesura el convertidor en concret, i dependrà de la tecnologia de mesura emprada. Evidentment dona una cota màxima de la freqüència del senyal a amidar. Aquest temps s'amida com el transcorregut des que el convertidor rep un senyal d'inici de "conversió" (normalment anomenada SOC, Start of Conversion) fins que en la sortida apareix una dada vàlida. Per tenir constància d'una dada vàlida hi ha dos camins:
- Esperar el temps de conversió màxim que apareix en la fulla de característiques.
- Esperar que el convertidor ens enviï un senyal de fi de conversió.

Si no es respecta el temps de conversió, en la sortida s'obtindrà un valor que, depenent de la constitució del convertidor, serà: 
- Un valor aleatori, a conseqüència de la conversió en curs
- El resultat de l'última conversió

## Software DAQ
És el software necessari perquè el hardware del DAQ pugui treballar amb l'ordinador. Aquest controlador realitza un registre a baix nivell, escriu i llegeix el hardware mentre que una API (interfície de programació d'aplicacions) s'encarrega del desenvolupament d'aplicacions de l'usuari. Aquesta interfície permet realitzar les aplicacions d'un mateix usuari amb diversos sistemes operatius.

## Avantatges
Flexibilitat de processament, possibilitat de realitzar les tasques en temps real o en anàlisis posteriors (a fi d'analitzar els possibles errors), gran capacitat d'emmagatzematge, ràpid accés a la informació i presa de decisió, s'adquireix gran quantitat de dades per poder analitzar, possibilitat d'emular una gran quantitat de dispositius de mesura i activar diversos instruments al mateix temps, facilitat d'automatització, etc.
Avui dia es pot detectar també força flexibilitat de cara a la seva connexió als sistemes de mesura/tractament de dades (en aquest cas, els ordinadors). Amb el pas del temps, s'han anat actualitzant aquests sistemes d'adquisició de dades, dotant-los de connexions com USB, PCI, PXI, etc. Així resulta més fàcil d'adaptar el dispositiu a l'ordinador.
S'utilitza en la indústria, la investigació científica, el control de màquines i de producció, la detecció de falles i el control de qualitat entre altres aplicacions.

## Etapa de condicionament del senyal
En una etapa de condicionament es poden trobar les següents etapes, tot i que no totes hi són sempre presents:
- Amplificació: El senyal d'entrada s'amplifica.
- Atenuació: El senyal d'entrada es redueix.
- Excitació: En condicionar alguns senyals es pot generar excitació en alguns transductors.
- Filtratge: Elimina els senyals no desitjats del senyal.
- Multiplexat: És la commutació de les entrades del convertidor.
- Aïllament: Aïlla el transductor i l'ordinador per tal de no fer-lo malbé.
- Linealització: Incrementa la linealitat d'un sistema.

Amplificació: És el tipus més comú de condicionament. Per aconseguir la major precisió possible el senyal d'entrada ha de ser amplificat de manera que el seu màxim nivell coincideixi amb la màxima tensió que el convertidor pugui llegir.
Excitació: L'etapa de condicionament de senyal a vegades genera excitació per a alguns transductors, com per exemple les galgues "extesiomètriques", "termistors" o "RTD", que necessiten aquesta, bé per la seva constitució interna, (com el termistor, que és una resistència variable amb la temperatura) o bé per la configuració en què es connecten (com el cas de les galgues, que se solen muntar en un pont de Wheatstone).
Filtratge: La finalitat del filtre és eliminar els senyals no desitjats del senyal que s'està observant. Per exemple, en els senyals quasi continus (com la temperatura) es fa servir un filtre de soroll d'uns 4 Hz, que eliminarà interferències, inclosos els 50/60 Hz de la xarxa elèctrica.
Els senyals alterns, com ara la vibració, necessiten un tipus diferent de filtre, conegut com a filtre antialiasing, que és un filtre passabaix però amb un tall molt brusc, que elimina totalment els senyals de major freqüència que la màxima a mesurar, ja que si no s'eliminessin apareixerien superposats al senyal mesurat, amb el consegüent error.
Multiplexat: El multiplexat és la commutació de les entrades del convertidor, de manera que amb un sol convertidor es pot mesurar les dades de diferents canals d'entrada. Com que el mateix convertidor està mesurant diferents canals, la seva freqüència màxima de conversió serà l'original dividida pel nombre de canals mostrejats. S'aconsella que els multiplexors s'utilitzin abans del convertidor i després del condicionament del senyal, ja que d'aquesta manera no molestarà els aïllants que hi pugui haver. En cas de requerir una obtenció de dades 'ràpida' en un sistema amb diversos sensors (transductors), aquesta etapa pot ser exclosa, utilitzant un sistema de condicionament del senyal per a cadascun del sensors (transductors), d'aquesta manera incrementen els costos del sistema d'adquisició de dades (general), però el resultat és una obtenció de dades molt més ràpida. Hi ha dos tipus de multiplexitat:
1) Multiplexió per divisió de temps : La multiplexió per divisió de temps és un mitjà de mesura de les dades de dos o més canals d'informació en el mateix circuit de comunicació utilitzant la tècnica de temps compartit. S'adapten bé als senyals binaris que consisteixen en impulsos que representa un dígit binari 1 o 0. Aquests impulsos poden ser de molt curta duració i són capaços de transportar la informació desitjada; per tant, molts d'ells poden comprimir-se i ser capturats en el temps disponible d'un canal digital. El senyal original pot ser una ona analògica que es converteix i es captura en forma binària per a la seva transmissió, com els senyals de veu d'una xarxa telefònica, o pot estar ja en forma digital, com els d'un equip de dades o d'un ordinador.
2) Multiplexió per divisió de freqüència : La multiplexió per divisió de freqüència s'utilitza per rebre la informació de diversos canals d'informació simultàniament en el mateix canal de comunicació. No s'utilitza modulació per impulsos. L'espectre de freqüències representa tot l'amplada de banda disponible d'un canal, es divideix en porcions d'amplada de banda més petites per facilitar la captura de dades per cada una de les diverses fonts de senyals assignades a cada porció.
Aïllament: Una altra aplicació habitual en el condicionament del senyal és l'aïllament elèctric entre el transductor i l'ordinador, per protegir-lo de transitoris d'alta tensió que puguin danyar-lo. Un motiu addicional per usar aïllament és garantir que les lectures del convertidor no resultin afectades per diferències en el potencial de massa o per tensions en mode comú.
Quan el sistema d'adquisició i el senyal a mesurar són ambdós referits a massa, poden aparèixer problemes si hi ha una diferència de potencial entre les dues masses, apareixent un "bucle de massa", que pot tornar resultats erronis.
Linealització: Molts transductors, com els termoparells, presenten una resposta no lineal davant canvis lineals en els paràmetres que estan sent mesurats. Encara que la linealització es pot dur a terme mitjançant mètodes numèrics en el sistema d'adquisició de dades, sol ser una bona idea fer aquesta correcció mitjançant circuits externs.

## Exemple
De vegades el sistema d'adquisició és part d'un sistema de control i, per tant, la informació rebuda s'ha de processar per obtenir una sèrie de senyals de control. En aquest diagrama es poden veure els blocs que componen un sistema d'adquisició de dades:
Els blocs principals són aquests:
- Transductor
- El condicionament del senyal
- El convertidor analògic-digital

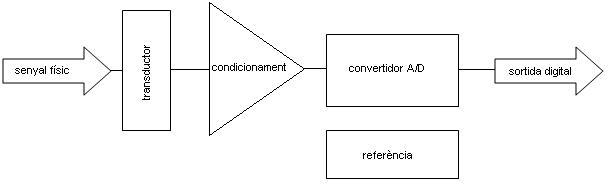
Diagrama de blocs d'adquisició de dades

- L'etapa de sortida (interfície amb la lògica)

El transductor és un element que converteix la magnitud física que es va a mesurar en un senyal de sortida (normalment tensió o corrent) que pot ser processada pel sistema. Llevat que el senyal d'entrada sigui elèctric, es pot dir que el transductor és un element que converteix energia d'un tipus en un altre. Per tant, el transductor ha de prendre poca energia del sistema sota observació, per no alterar la mesura.
El condicionament de senyal és l'etapa encarregada de filtrar i adaptar el senyal provinent del transductor a l'entrada del convertidor analògic-digital. Aquesta adaptació sol ser doble i s'encarrega de:
- Adaptar el rang de sortida del transductor al rang d'entrada del convertidor. (Normalment en tensió).

- Acoblar la impedància de sortida d'un amb la impedància d'entrada de l'altre.

L'adaptació entre els rangs de sortida del convertidor i el d'entrada del convertidor té com a objectiu aprofitar el marge dinàmic del convertidor, de manera que el màxim senyal d'entrada ha de coincidir amb la màxima del convertidor (però no amb la màxima tensió admissible, ja que amb aquesta entra en funcionament la xarxa de protecció que el convertidor porta integrada).

## Sensors
Un sistema típic d'adquisició utilitza sensors, transductors, amplificadors, convertidors analògics, per tal d'obtenir mostres analògiques del món real i convertir-les a senyals digitals mitjançant convertidors, acceleròmetres a digital (A/D) i de digital a analògic (D/A), per processar informació sobre un sistema físic de forma digitalitzada. L'exemple més clar és el termòmetre. Es tracta d'un sensor de temperatura a base de mercuri. El mercuri, en detectar calor, es dilata i avança en una escala precisament creada per realitzar aquesta "transformació" de dades. Mentre el mercuri es dilata, l'escala indica quina temperatura detecta. En aquest cas, aquesta escala transmet les dades que ha recollit el termòmetre.

## Història
El 1963 IBM produeix ordinadors especialitzats en l'adquisició de dades. Aquests inclouen el Sistema d'Adquisició de Dades IBM 7.700 i el seu successor, el Sistema d'Adquisició de Dades i Control IBM 1.800.
El 1974, aquests costosos sistemes especialitzats van ser substituïts pels ordinadors S-100 i les targetes d'adquisició de dades produïdes per Tecmar / Scientific Solutions Inc, que tenien un propòsit general.
El 1981, IBM presenta l'IBM Personal Computer i Scientific Solutions introdueix els primers productes d'adquisició de dades per PC.

## Exemple d'exercici d'adquisició de dades
Exemple 1
Tenim 300 senyals a monitorar. Tots són de 4 bytes i volem guardar la informació de tot el procés cada segon. Quina capacitat ha de tenir el disc dur de l'ordinador servidor per tenir un historial de tot un any?
300 segons * 4 bytes = 1200 bytes * segon
3600 * 24 * 365 = 31536000
1200 * 31536000 = 37,8 GB
Hauríem de tenir una capacitat de 37.8 GB. Però tenint en compte que sempre s'ha de tenir una còpia de seguretat, aquesta capacitat l'haurem de multiplicar per dos i això ens donaria 75.7 GB.

Exemple 2
En un sistema d'adquisició de dades entren 210 senyals per segon, de 8 bytes cada una. Quina capacitat ha de tenir el disc dur de l'ordinador servidor per tenir un historial de tot un mes? 
210segon * 8bytes = 1680bytes * segon
3600 * 24 * 30 = 2592000
1680 * 2592000 = 4,35 gigabytes
El condicionament del senyal és l'etapa encarregada de filtrar i adaptar el senyal analògic provinent del transductor a l'entrada del convertidor analògic-digital. El condicionament del senyal s'utilitza principalment per a l'adquisició de dades, en el qual el senyal del sensor ha d'estar normalitzat i filtrat adequadament perquè es pugui dur a terme la conversió d'analògic a digital i sigui tractat per dispositius informàtics. Un altre ús del condicionament del senyal és el preprocessament per tal de reduir el temps de càlcul. Aquesta adaptació normalment és doble i s'encarrega de:
- Adaptar el rang de sortida del transductor al rang d'entrada del convertidor.
- Acoblar la impedància de sortida d'un amb la impedància d'entrada de l'altre.

Si es mira amb més detall, en una etapa de condicionament del senyal podem trobar aquestes etapes, encara que no totes sempre hi són presents:
- Amplificació És el tipus més comú de condicionament. Per aconseguir una major precisió possible del senyal d'entrada aquest ha de ser amplificat de manera que el seu nivell màxim coincideixi amb la tensió màxima que el convertidor pot llegir.
- Atenuació Es pot dir que és l'oposat de l'amplificació. És necessari quan els voltatges que seran digitalitzats estan fora del rang d'entrada del convertidor. Aquesta forma de condicionament de senyals disminueix l'amplitud del senyal d'entrada. És necessària per mesurar alts voltatges.
- Excitació L'etapa de condicionament del senyal a vegades genera excitació en alguns transductors, com per exemple les galgues extensomètriques, els termistors o els RTD, que necessiten aquesta excitació, bé per la seva constitució interna, com el termistor que és una resistència variable amb la temperatura, o bé per la configuració en què es connecten, com les galgues extensomètriques que se solen muntar en un pont de Wheatstone.
- Filtratge La seva finalitat és eliminar els senyals no desitjats del senyal que estem observant.
- Multiplexació La multiplexació és la commutació de les entrades del convertidor, de manera que amb un sol convertidor podem mesurar les dades de diferents canals d'entrada. Donat que el mateix convertidor està mesurant diferents canals, la seva freqüència màxima de conversió serà l'original dividida pel nombre de canals mostrejats. És recomanable que els multiplexadors s'utilitzin abans del convertidor i després del condicionament del senyal, ja que d'aquesta manera no molestarà els aïllants que hi pogués haver.
- Aïllament Una altra aplicació habitual en el condicionament del senyal és l'aïllament elèctric entre el transductor i l'ordinador per protegir-lo de transistors d'alta tensió que poguessin fer-lo malbé. Un motiu addicional per usar l'aïllament és el de garantir que les lectures del convertidor no es vegin afectades per diferències en el potencial de la massa o per les tensions en mode comú.
- Linealització Molts transductors presenten una resposta no lineal en canvis lineals dels paràmetres que estan sent mesurats. Tot i que la linealització es pot dur a terme mitjançant mètodes numèrics en el sistema d'adquisició de dades, sol ser una bona idea fer aquesta correcció utilitzant circuits externs.
- Compensació d'unió freda La compensació d'unió freda és una tecnologia necessària per a mesures exactes de Termoparells (sensors de temperatura), és a dir, es vol evitar tota interferència (en forma de calor) que pugui distorsionar el valor real de la temperatura que marca el termoparell.